# Frederik Schandorff
Frederik Schandorff, född den 26 december 1996 i Djursland, är en dansk racerförare.